# San Martín de Valdeiglesias
San Martín de Valdeiglesias és un municipi de la Comunitat de Madrid. El terme municipal, situat a l'extrem occidental de la comunitat autònoma, i limita amb Cadalso de los Vidrios, Pelayos de la Presa, Villa del Prado, Aldea del Fresno, Navas del Rey, Colmenar del Arroyo, El Tiemblo (província d'Àvila) i Almorox (província de Toledo).

## Població
| 2000  | 2001  | 2002  | 2003  | 2004  | 2005  | 2006  | 2021  | 2024  |
| 6.089 | 6.191 | 6.348 | 6.589 | 6.781 | 7.059 | 7.403 | 8.726 | 9.159 |

## Nuclis de població
- Costa de Madrid, zona urbanitzada junt a l'embassament de l'Alberche (Pantà de San Juan).
- San Ramón (Madrid), una urbanització de luxe molt pròxima a l'anterior.
- Javacruz.

## Història
Àdhuc comptant amb vestigis anteriors, l'entrada de San Martín de Valdeiglesias en la història comença en el segle xiii, quan es va formar un petit llogaret al voltant d'una ermita sota l'advocació de Sant Martí de Tours. Tot això, d'acord amb els interessos del monestir de Santa María de Valdeiglesias (Pelayos de la Presa), que fou el veritable impulsor i aglutinador de la colonització de tots els monjos li van donar el títol de vila, amb fur i privilegis.
En 1430 es va produir una revolta camperola contra els monjos, el que va ser aprofitat per Álvaro de Luna y Jarana, privat de Joan II i Conestable de Castella, per a finalment posar San Martín de Valdeiglesias sota el seu senyoriu (1434), amb el que es van ampliar les propietats que ja posseïa a la comarca (Escalona o Cadalso). El seu castell de la Coracera és del segle xv, sent una mica posterior al moment de possessió de San Martín de Valdeiglesias per part d'Álvaro de Luna. La seva denominació prové d'un dels seus propietaris, Juan Antonio Corcuera. Va ser una errata en un fulletó publicitari dels anys setanta la qual va donar origen a la seva actual denominació.

## Administració i Política
A les eleccions celebrades el 28 de maig de 2023, el Partit Popular (PP) va obtenir el 44,74% dels vots, és a dir, 1881 vots. D'altra banda, el Partit Socialista Obrer Espanyol (PSOE) va obtenir 1786 vots, cosa que es tradueix en un 42,48% dels vots totals. Les candidatures de "Convivencia por San Martín de Valdeiglesias" (EU-Podemos-AV) i Vox no van obtenir representació, ja que el seu percentatge de vots no va superar el llindar mínim per a això.
Aránzazu Povedano va obtenir l'alcaldia amb 7 regidors dels 13 que es disputaven, una majoria absoluta. Aquest va ser el segon mandat consecutiu del Partit Popular després de 2019.
| Durada    | Nom                            | Partit          | Investit amb el suport de               |
| --------- | ------------------------------ | --------------- | --------------------------------------- |
| 1979-1983 | Emilio Nogueira Rivera         | PSOE            | PCE i UPI (Unió Popular Independent)    |
| 1983-1987 | José Luis Álvarez de Francisco | Alianza Popular |                                         |
| 1987-2007 | José Luis García Sánchez       | PSOE            |                                         |
| 2007-2011 | Pablo Martín Cabezuela         | Partit Popular  | ACS (Agrupació Ciutadana de San Martín) |
| 2011-2015 | José Luis García Sánchez       | PSOE            |                                         |
| 2015-2019 | Mª Luz Lastras Parras          | PSOE            |                                         |
| 2019-2023 | Merceces Zarzalejo Carbajo     | Partit Popular  | UCIN                                    |
| 2023-     | Aránzazu Povedano Fraguela     | Partit Popular  |                                         |